# Carl Nordenström
Carl Nordenström, född den 1 september 1857 i Åtvids församling, Östergötlands län, död den 2 november 1938 i Överjärna församling, Södermanlands län, var en svensk jurist. 
Nordenström avlade mogenhetsexamen i Linköping 1877 och blev samma år student vid Uppsala universitet, där han avlade hovrättsexamen 1882. År 1885 blev han vice häradshövding och 1897 häradshövding i Gotlands norra domsaga, varifrån han med utgången av 1913 erhöll transport till Västmanlands norra domsaga. Detta häradshövdingämbete lämnade Nordenström med pension 1927. Han blev riddare av Nordstjärneorden 1907. Nordenström vilar på Åtvids gamla kyrkogård.